# Euonymus dichotomus
Euonymus dichotomus är en benvedsväxtart som beskrevs av Heyne och Nathaniel Wallich. Euonymus dichotomus ingår i släktet Euonymus och familjen Celastraceae. Inga underarter finns listade.

## Bildgalleri

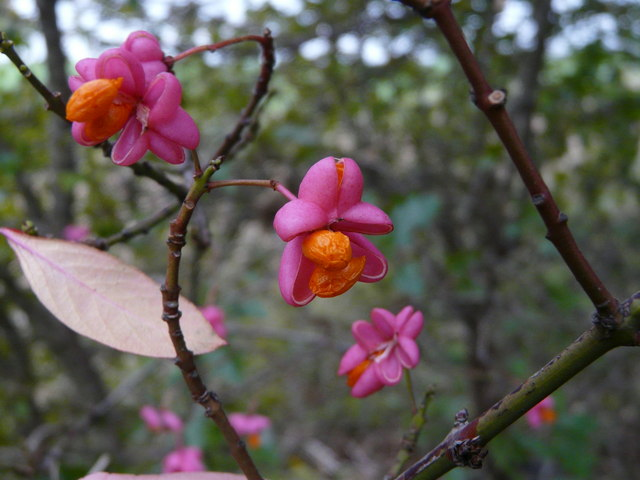